# Pacifička plavoperajna tuna
Pacifička plavoperajna tuna (Thunnus orientalis), jedna od vrsta riba roda thunnus (tuna) koja živi poglavito u sjevernom Pacifiku, od Aljaskog zaljeva na jug do poluotoka California, te od Ohotskog mora do sjevernih Filipina. Kako ova riba migratorska (oceanodromna; između lipnja i rujna) zalazi i u južni Pacifik, pred obale Zapadne Australije i Papuanski zaljev.
Pacifička plavoperajna tuna nekada je smatrana podvrstom atlantske plavoperajne tune (T. thynnus), pod imenom Thunnus thynnus orientalis.
Živi na dubinama od jednog do 200 metara. Maksimalno može narasti do 300 cm i težiti 450 kg, ali joj je prosječna dužina 200 cm. Životni vijek joj je 15 godina
Pacifička plavoperajna tuna je grabežljivac koji se hrani manjom ribom, lignjama, i rakovima. 
Gospodarski je značajna, a prodaje se svježa i zamrznuta.
- Charles Frederick Holder s ulovom od 83 kg (183 funte)
- T. orientalis u Akvariju Kaiyūkan u Osaki, Japan